# Еберхард II фон Рандек
Еберхард II фон Рандек (на немски: Eberhard II. von Randeck; * пр. 1304; † 19 август 1326) от швабския благороднически род фон Рандек, е господар на замък Рандек в Рейнланд-Пфалц.

## Произход и наследство
Той е вторият син на рицар Йохан I фон Рандек († сл. 1298) и съпругата му Беатрикс фон Еренберг († сл. 1280), сестра на Герхард фон Еренберг († 1363), епископ на Шпайер (1336 – 1363). Внук е на Готфрид I фон Рандек († сл. 1260) и де Валтекин (de Walthecce), дъщеря на Рудолфус де Валтекин/Валдек († сл. 1224). Правнук е на Хайнрих I фон Рандек († 1219/1224) и Лутрада († сл. 1207). Брат е на Готрид III фон Рандек († пр. 1297), баща на Йохан фон Рандек наричан фон Виценщайн († 1340), Георг I фон Рандек († 1319), Йохан фон Рандек († сл. 1338), Йохан фон Рандек († 1342) и на Вилхелм фон Рандек († сл. 1327).
Фамилията фон Рандек измира по мъжка линия с Адам фон Рандек през 1537 г. Фамилията фон Рандек е наследена от роднините ѝ Льовенщайн наречени Рандек (измряла 1664) и фон Фльорсхайм, в която се е омъжила последната дъщеря наследничка.

## Фамилия
Еберхард II фон Рандек се жени за Ида фон Нах-Шварценберг (* пр. 1323; † сл. 1336) и има осем деца:
- Готфрид IV фон Рандек (* пр. 1326; † 1345/1347), женен за Шонета фон Фльорхинген (* пр. 1332; † сл. 1361)
- Бинцела фон Рандек († сл. 1319), омъжена за Арнолд фон Зирсберг-Дилинген (* пр. 1319; † 1339/1343)
- Георг II фон Рандек (* пр. 1327; † сл. 1345)
- Еберхард фон Рандек (* пр. 1327; † 3 януари 1372), катедрален декан (1341), избран за епископ на Шпайер
- Вилхелм фон Рандек (* пр. 1327; † сл. 1343)
- Хилдегард фон Рандек (* пр. 1327 – ?)
- Метце фон Рандек (* пр. 1327 – ?)
- Албан фон Рандек († пр. 1332)